# Atrás da pintura

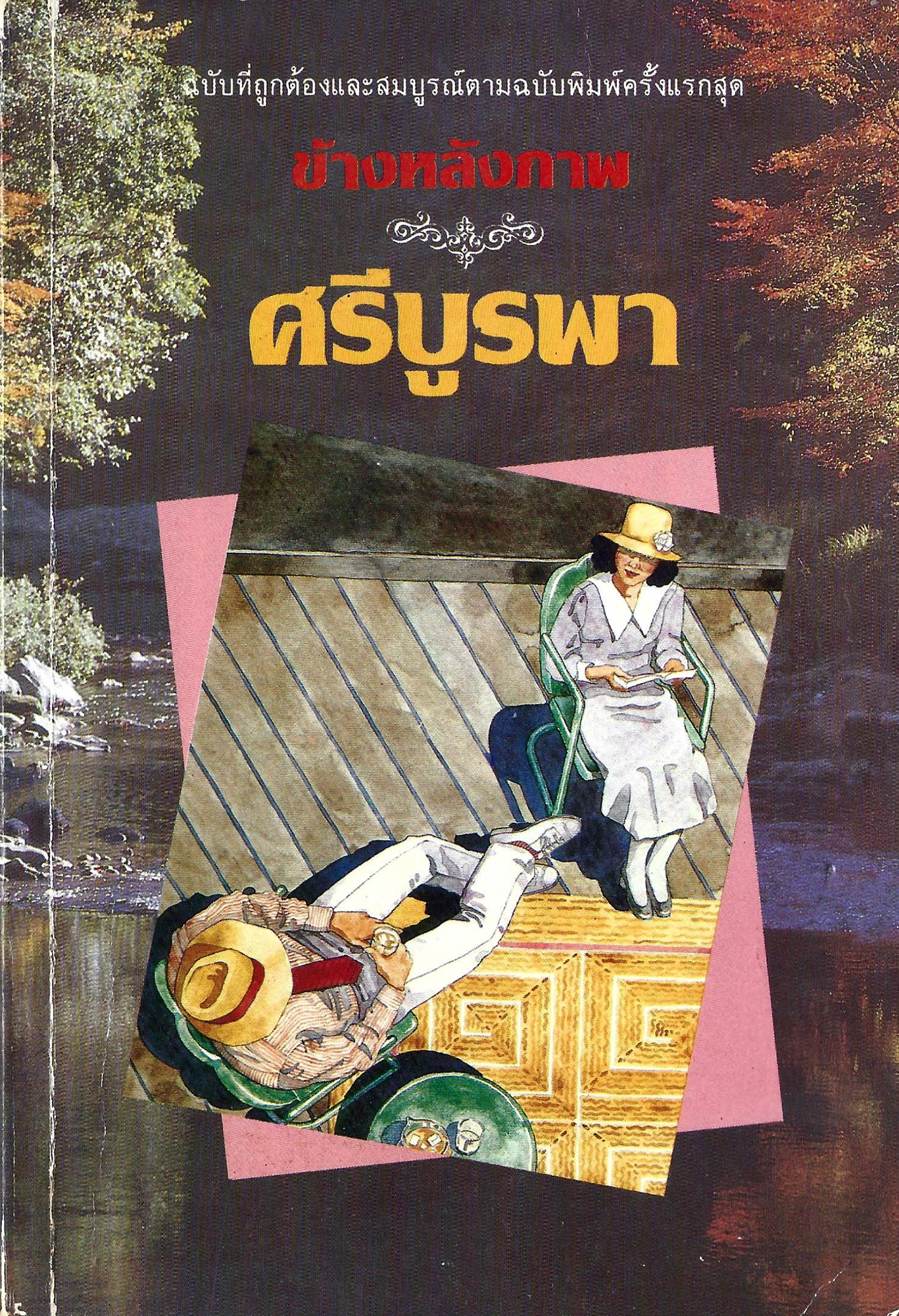
Capa de Atrás da pintura, 3ª reimpressão da 1ª edição, datada 1938

Khang Lang Phap (em tailandês:  ข้างหลังภาพ), traduzido para o inglês como Behind the Painting (Atrás da pintura), é um romance romântico tailandês escrito por Kulap Saipradit (mais conhecido pelo pseudônimo de Siburapha) e publicado em 1937. Conta a história de Nopphon, um estudante tailandês que faz intercâmbio no Japão, e acaba conhecendo e desenvolvendo um relacionamento com a aristocrática Mom Rajawongse, apelidada de Kirati, esposa recém-casada de um conhecido da família. Nopphon e Kirati desenvolvem sentimentos românticos que não conseguem reconhecer, o que leva a tensões à medida que os personagens enfrentam o conflito entre seus sentimentos e deveres familiares.
A obra é considerada um dos romances clássicos mais importantes do cânone literário tailandês. Foi reimpressa quase quarenta vezes, e é comumente listada como leitura obrigatória para alunos do ensino médio, além de ter sido adaptada para o cinema em duas ocasiões (por Piak Poster em 1985 e Cherd Songsri em 2001) e ter dado origem à três peças musicais.